# アポリスタ語
アポリスタ語（アポリスタご、ラパチュ語（ラパチュご）、アグアチレ語（アグアチレご）:315、英:Lapachu language）はボリビアのアラワク語族に含まれる消滅した言語である。

## 概要
テレーノ語、モホ語と近縁関係にあるとされていることもある。また、「アポリスタ語」という言葉が、1つの言語のことを表すのか、2つ以上のアラワク語族の言語郡を表すのかなど明らかとなっていない部分もある。